# Club Alpino Italiano
Il Club Alpino Italiano (CAI) è la più antica e vasta associazione di alpinisti e appassionati di montagna in Italia, vigilata dal Ministero del turismo.

## Storia

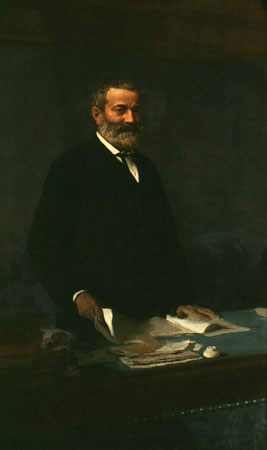
Quintino Sella

L'idea di fondare un club che riunisse gli alpinisti italiani era nata nella mente di Quintino Sella presso Casa Voli (Verzuolo), il 12 agosto 1863, in occasione dell'ascensione del Monviso da parte sua e di altri alpinisti italiani tra cui si possono ricordare Giovanni Barracco, e Paolo e Giacinto di Saint Robert; ispirandosi ad analoghe associazioni esistenti in altri paesi europei come Austria, Svizzera e Inghilterra con l'Alpine Club di Londra.
La fondazione ufficiale del club si ebbe all'una del pomeriggio il 23 ottobre 1863, nel Castello del Valentino a Torino. Tra i fondatori appartenenti alla prima lista di adesione, oltre al Sella, vi furono circa altri duecento appassionati di montagna, tra cui: Giovanni Piacentini, Giorgio Tommaso Cimino, Luigi Vaccarone, Bettino Ricasoli e Giovanni Battista Schiapparelli.
Primo presidente del CAI fu eletto il barone Ferdinando Perrone di San Martino e vicepresidente Bartolomeo Gastaldi, che ne divenne poi secondo presidente dal 1864 al 1872. Il CAI ebbe sede dapprima a Torino e poi, dopo la Seconda Guerra Mondiale, la sede legale fu trasferita a Milano in via Errico Petrella 19 dove si trova tuttora.
In seguito furono aperte sedi anche in numerose altre città italiane, come ad esempio a Domodossola nel 1869. Nel 1873, con l'annessione del Lazio al Regno d'Italia Quintino Sella, in quanto ministro delle finanze del regno, si trasferì nella nuova capitale, e fondò quindi la sezione di Roma. Dopo la prima guerra mondiale il CAI assorbì la Società degli alpinisti tridentini (nel 1920) e la Società alpina delle Giulie; mentre nel 1931 fu riconosciuta come sezione del CAI anche la Società escursionisti milanesi.
Nel 1938 il fascismo impose al CAI un temporaneo cambio di denominazione, da Club alpino italiano a Centro alpinistico italiano, nel tentativo di preservare la "purezza" della lingua italiana dalla commistione coi termini inglesi. Dallo stesso anno in poi, il CAI estromise i suoi membri ebraici, facendo proprie le Leggi razziali fasciste; tali membri ed i loro discendenti furono poi reintegrati nel gennaio 2023.
A Torino vi è ancora oggi la sede sociale, sul Monte dei Cappuccini, nella Salita al Club alpino italiano sez. Torino 39, ove è anche collocata la Biblioteca nazionale del CAI e il Museo nazionale della montagna. Ad oggi l'associazione conta più di 320.000 iscritti in tutto il territorio nazionale, a fronte dei soli 3.500 (in prevalenza benestanti piemontesi) dell'anno 1877.

## Organizzazione

### Organi di Governo
Il CAI (per quel che riguarda le strutture centrali) è dotato di personalità giuridica di diritto pubblico (ente pubblico non economico). L'organo sovrano del CAI è l'assemblea dei delegati, composta dai delegati di ciascuna sezione (il presidente della sezione e un delegato eletto ogni 500 soci della sezione stessa). L'assemblea dei delegati, fra gli altri suoi compiti, adotta i programmi di indirizzo del club, elegge il presidente generale, i tre vicepresidenti generali, i componenti del collegio nazionale dei revisori dei conti e del collegio nazionale dei probiviri.
Gli altri organi centrali sono:
- il comitato centrale di indirizzo e controllo[9], che esercita funzioni di indirizzo politico-istituzionale[10];
- il collegio nazionale dei probiviri[11], che amministra il secondo grado della giustizia interna del CAI[12] (il primo grado è amministrato a livello regionale)[13];
- il collegio nazionale dei revisori dei conti'[14] che esercita il controllo contabile e amministrativo della gestione finanziaria, economica e patrimoniale del CAI[15];
- il comitato direttivo centrale[16], che svolge la funzione di attuazione dei programmi adottati dall'assemblea dei delegati e degli indirizzi deliberati dal comitato centrale di indirizzo e di controllo[17].

### Organi tecnici centrali
Gli organi tecnici centrali del CAI operano allo scopo di favorire o svolgere specifiche finalità istituzionali; il comitato centrale d'indirizzo e di controllo ne sceglie i componenti e il presidente, oltre a deciderne le specifiche funzioni e competenze. Gli organi tecnici centrali sono

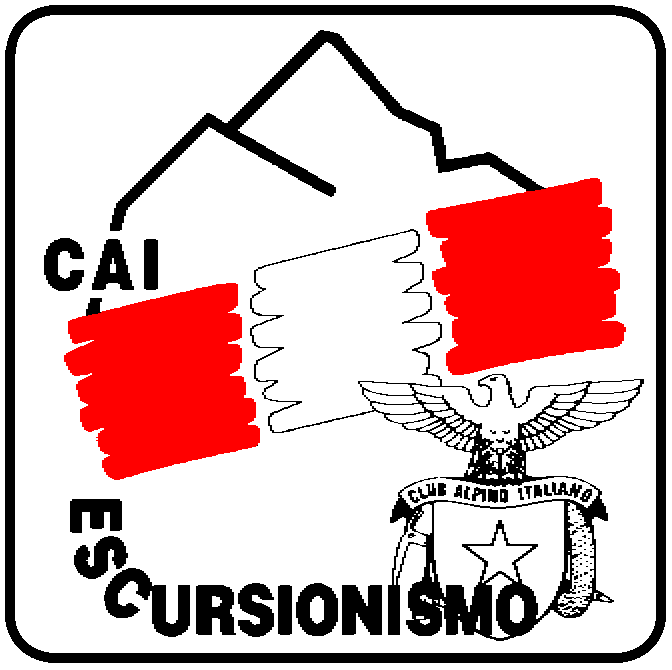
Simbolo dell'escursionismo del CAI

- comitato scientifico centrale (CSC)
- commissione centrale alpinismo giovanile (CCAG)
- commissione centrale per l'escursionismo e il cicloescursionismo (CCEC)
- commissione centrale per la tutela dell'ambiente montano (CCTAM)
- commissione nazionale scuole di alpinismo, scialpinismo e arrampicata libera (C.N.S.A.SA.)
- commissione centrale medica (CCM)
- commissione centrale per la speleologia e il torrentismo (CCST)

### Strutture Operative
- CAI Scuola
- Centro italiano studio e documentazione alpinismo extraeuropeo (CISDAE)
- Struttura Operativa Rifugi e Opere Alpine (SOROA)
- Struttura Operativa Sentieri e Cartografia (SOSEC)
- Struttura Operativa di Accompagnamento Solidale (SODAS) in Montagnaterapia ed Escursionismo Adattato
- Centro Studi Materiali e Tecniche (CSMT)
- Struttura Operativa Servizio Valanghe Italiano (SVI)
- Commissione Centrale Cultura
- Centro Nazionale Coralità
- Struttura Operativa Biblioteca Nazionale del CAI
- Struttura Operativa Bossea

### Scuole centrali e nazionali
Le scuole centrali coordinano il lavoro che le scuole del CAI svolgono sul territorio. Sono:
- scuola centrale di alpinismo giovanile
- scuola centrale di alpinismo e arrampicata libera
- scuola centrale di escursionismo
- scuola centrale di scialpinismo
- scuola nazionale del servizio valanghe italiano
- scuola nazionale di speleologia
- scuola centrale di torrentismo

### Strutture territoriali e periferiche
A livello periferico il CAI è diviso in gruppi regionali, uno per ogni regione italiana, ad eccezione delle province autonome del Trentino e dell'Alto Adige, che hanno ciascuna un proprio gruppo regionale.
Il vero nucleo del CAI sono però le sezioni. Queste sono raggruppamenti di soci che promuovono le finalità istituzionali in una determinata area geografica. Negli ultimi anni è stato rimosso il divieto di avere più sezioni nella stessa città, realtà che si ritrova oggi a Milano, Torino e Genova. Ogni sezione, associazione di diritto privato, possiede un proprio statuto e propri regolamenti, coordina e promuove l'attività sul territorio e gestisce le scuole (se ne possiede). Altro compito delle sezioni è la gestione dei rifugi alpini (in genere quelli situati nel proprio territorio di competenza) gestiti dal CAI. Le sezioni possono dividersi ulteriormente in sottosezioni. Le sezioni attive sul territorio sono 498, a cui sono da aggiungere 310 sottosezioni.
Ogni sezione del CAI può ospitare gruppi sezionali (ad esempio di escursionismo) e scuole sezionali (ad esempio di alpinismo). I gruppi e le scuole sezionali operano in autonomia con propri regolamenti (conformi ai regolamenti sezionali e approvati dal consiglio direttivo della sezione di appartenenza), organizzando le proprie attività sotto la supervisione delle commissioni regionali e centrali e delle scuole regionali e centrali.

### Sezioni nazionali
Le tre sezioni nazionali del CAI sono sezioni non legate ad una specifica area geografica, e non fanno parte di alcun gruppo regionale

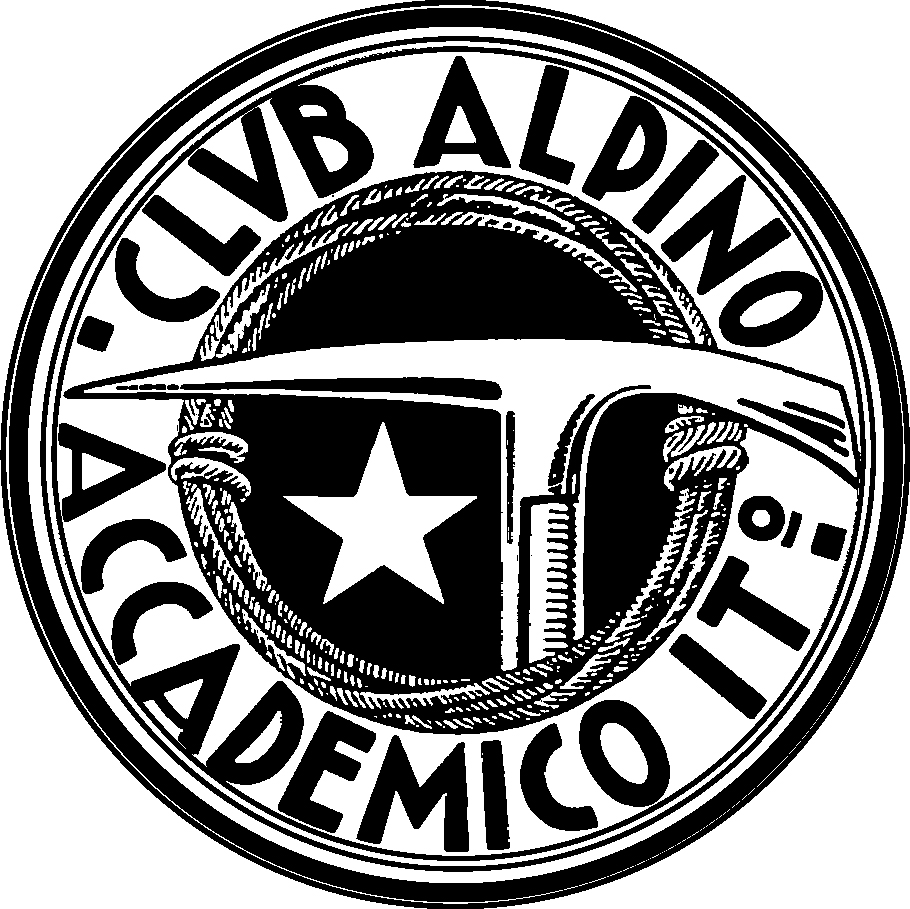
Simbolo del CAAI

#### Club alpino accademico italiano
Il Club Alpino Accademico Italiano (CAAI) è una sezione a livello nazionale del CAI nata nel 1904 con lo scopo di riunire i soci del CAI che avessero acquisito meriti speciali nell'alpinismo senza guide. Oggi riunisce gli alpinisti che abbiano praticato alpinismo di alto livello e promuove questa attività.

#### Associazione guide alpine italiane
L'Associazione Guide Alpine Italiane (AGAI) è una sezione nazionale del CAI nata nel 1931 con il nome di Consorzio nazionale guide e portatori. Ha acquisito il suo attuale nome nel 1978. L'AGAI riunisce le guide alpine italiane, e gode di completa autonomia dal CAI. I soci dell'AGAI sono gli unici a poter esercitare l'attività alpinistica come professionisti.

#### Corpo nazionale soccorso alpino e speleologico

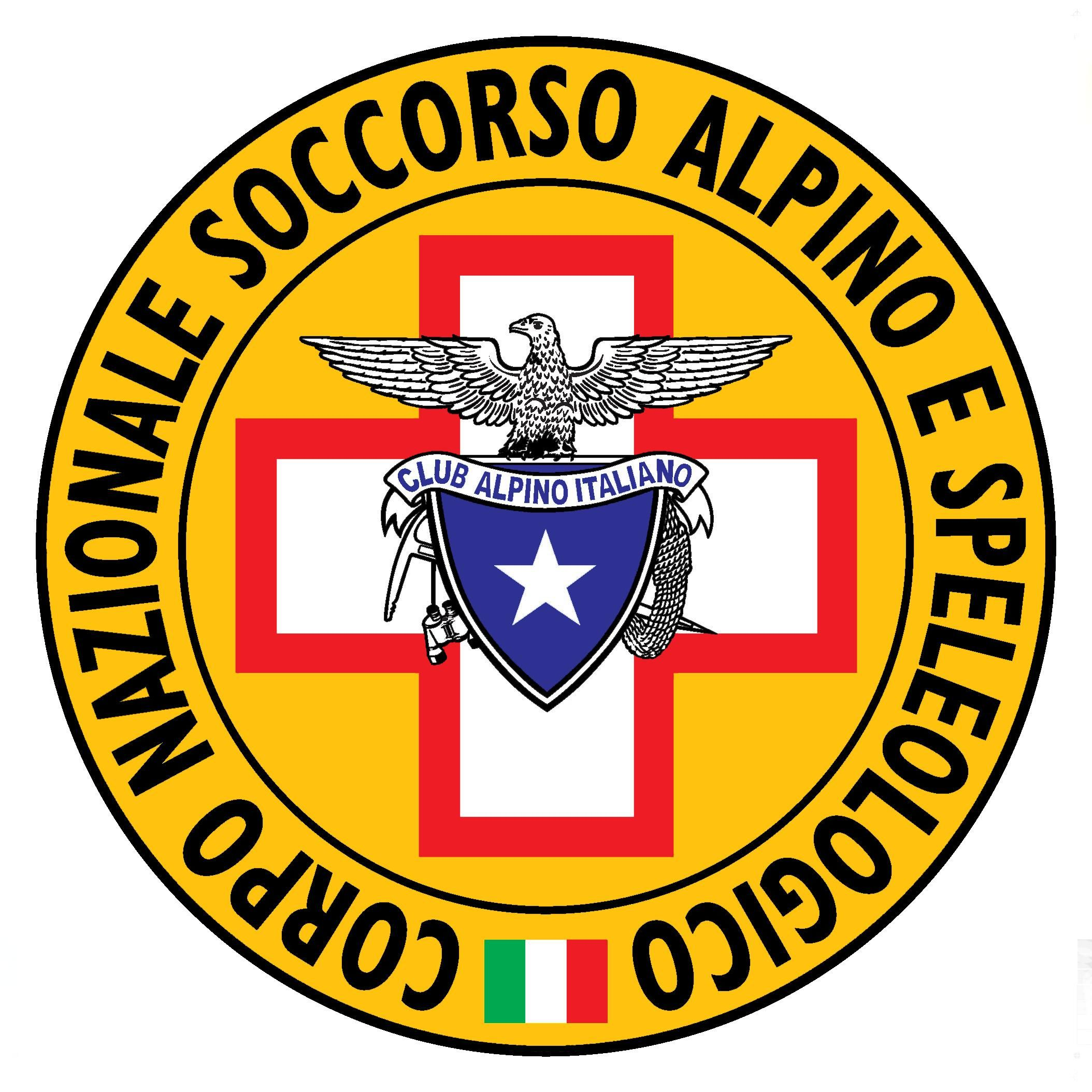
Logo del Soccorso Alpino

Il Corpo nazionale di soccorso alpino e speleologico (CNSAS) è una struttura operativa del CAI, con ampia autonomia, che si occupa della prevenzione degli incidenti in ambiente montano e ipogeo, del soccorso in quest'ambito degli infortunati, dei dispersi e di coloro che si trovino in pericolo, del recupero dei caduti e del soccorso in caso di calamità.
Il CNSAS è un servizio di pubblica utilità e struttura nazionale operativa del servizio nazionale della Protezione Civile.
Il lavoro del CNSAS è svolto da tecnici altamente preparati e organizzati su base regionale. Tramite il superamento di severi esami e la formazione continua si può acquisire la carica di:
- tecnico di soccorso alpino
- tecnico di soccorso speleologico
- medico specializzato in emergenza ad alto rischio in ambiente alpino
- medico specializzato in emergenza ad alto rischio in ambiente ipogeo
- tecnico di soccorso in forra

Il CNSAS possiede inoltre unità cinofile di ricerca in valanga e unità cinofile di ricerca in superficie.

### Cori CAI
In molte sezioni del CAI è presente un coro amatoriale con repertorio composto solitamente da canti di montagna, canti popolari tradizionali, canti degli alpini.
In occasione del 150º anniversario del CAI, i cori piemontesi del CAI, Edelweiss e Uget, hanno realizzato un censimento di tutti i cori CAI italiani.

## Collaborazioni
Il CAI è stato membro fondatore dell'Unione internazionale delle associazioni alpinistiche (UIAA), che raggruppa la maggior parte delle federazioni nazionali di sport di montagna. Il 1 gennaio 2019 il CAI ha lasciato l'UIAA, dopo averne denunciato nell'agosto 2018 mancanza di trasparenza e priorità non coerenti con la missione della Federazione stessa. A partire dal 1º gennaio 2023 il CAI rientra nell'UIAA per volontà del nuovo Presidente Generale Antonio Montani.
Il CAI fa parte del Club Arc Alpin (CAA), che riunisce i principali club alpini dei paesi dell'arco alpino. Tra il CAI e molti altri club alpini è inoltre stabilito un "trattamento di reciprocità". Un socio di un club alpino con trattamento di reciprocità ha diritto a ricevere da parte del CAI lo stesso trattamento che questo riserva ai propri soci (per esempio per quanto riguarda le tariffe dei rifugi o i prezzi delle pubblicazioni), così come i soci del CAI hanno questo stesso diritto nei confronti degli altri club alpini.
Il CAI collabora, soprattutto a livello locale, con l'ANA (Associazione Nazionale Alpini), che riunisce i militari, in armi ed in congedo, delle truppe alpine italiane.
Il CAI collabora con l'Esercito Italiano per l'addestramento delle truppe alpine.
La sezione siciliana del Club Alpino Italiano collabora come ente istituzionale con il Primo parco mondiale dello stile di vita mediterraneo.

## Attività
(Statuto del Club alpino italiano. Titolo I - Articolo 1)

### Rifugi e bivacchi

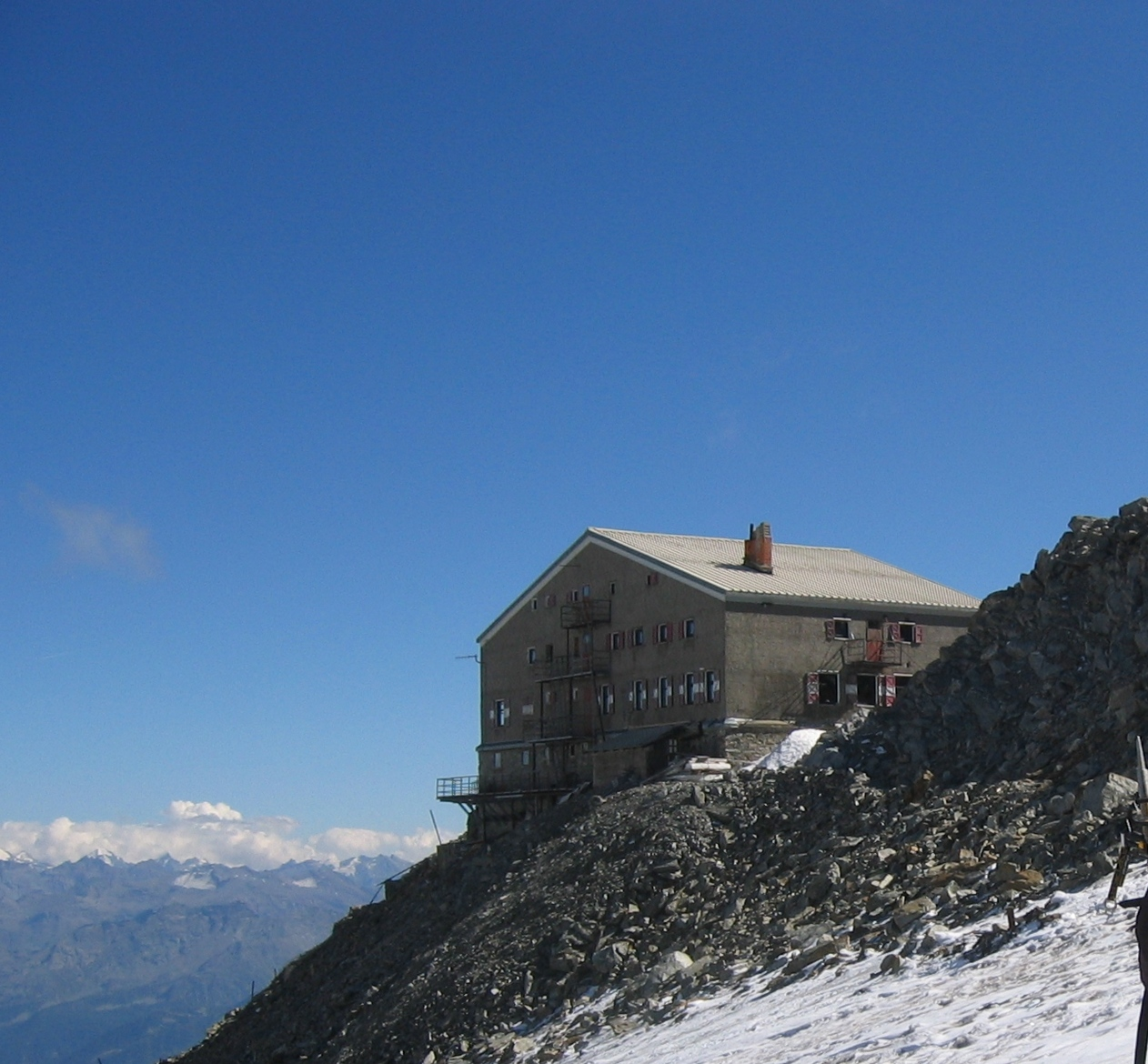
Il rifugio Torino sul massiccio del Monte Bianco.

Sono più di 700 le strutture alpine gestite dal CAI. L'associazione gestisce 433 rifugi alpini, 224 bivacchi, 65 capanne sociali, 26 punti d'appoggio e 15 ricoveri per un totale di oltre 23500 posti letto. Lo scopo di queste strutture è quello di fungere da base di partenza per le ascensioni della zona (soprattutto in quei casi in cui sarebbe difficile o impossibile effettuare l'ascensione in una sola giornata), da punto di arrivo finale o intermedio di traversate o da ricovero d'emergenza in caso di condizioni avverse. Tali strutture vengono inoltre utilizzate come punto d'appoggio per lo svolgimento di attività sociali (corsi, convegni ecc.) e per iniziative culturali.

### Didattica
Dal punto di vista della didattica e della diffusione di una "cultura della sicurezza" dell'andare per monti, sono molte le sezioni che hanno fondato scuole di alpinismo, scialpinismo e arrampicata, riconosciute anche dalla vigente legislazione italiana oltre alle scuole di recente costituzione quali quelle di escursionismo. Tali scuole organizzano oggi corsi, aggiornamenti e stage di formazione di diverso livello che tendono a favorire la conoscenza della montagna e delle tecniche per frequentarla con più consapevolezza. A questo scopo il CAI forma istruttori, accompagnatori e altri operatori, che esercitano la loro attività a titolo completamente gratuito. Per diventare istruttore o accompagnatore CAI in una specifica disciplina bisogna seguire appositi corsi di formazione, superare un esame teorico e pratico, esercitare in maniera continuativa l'attività nell'ambito di una sezione o di una scuola del CAI e seguire periodici corsi d'aggiornamento (pena la perdita del titolo).
I titoli riconosciuti dal CAI sono:
- istruttore nazionale di alpinismo
- istruttore di alpinismo
- istruttore nazionale di sci alpinismo
- istruttore di sci alpinismo
- istruttore nazionale di arrampicata libera
- istruttore di arrampicata libera
- istruttore nazionale di speleologia
- istruttore di speleologia
- istruttore nazionale di torrentismo
- istruttore di torrentismo
- istruttore nazionale di sci fondo escursionismo
- istruttore di sci fondo escursionismo
- accompagnatore nazionale di alpinismo giovanile
- accompagnatore di alpinismo giovanile
- accompagnatore nazionale di escursionismo
- accompagnatore di escursionismo
  - specializzazione accompagnatore EEA (vie ferrate)
  - specializzazione accompagnatore EAI (ambiente innevato)
- accompagnatore nazionale di cicloescursionismo
- accompagnatore di cicloescursionismo
- esperto nazionale naturalistico del comitato scientifico centrale
- operatore naturalistico del comitato scientifico centrale
- osservatore glaciologico del comitato scientifico centrale
- esperto nazionale tutela ambiente montano
- operatore tutela ambiente montano
- esperto nazionale valanghe
- tecnico del distacco artificiale
- tecnico della neve
- osservatore neve e valanghe

Tra le più antiche e conosciute scuole del CAI (tra le quali alcune nate poco dopo la fondazione del Club Alpino Italiano), vi sono la Gian Piero Motti e la Giusto Gervasutti del CAI Torino (quest'ultima inizialmente intitolata a Gabriele Boccalatte), la Silvio Saglio della SEM Milano, la Paolo Consiglio di Roma e la Giorgio Graffer di Trento.

### Sicurezza

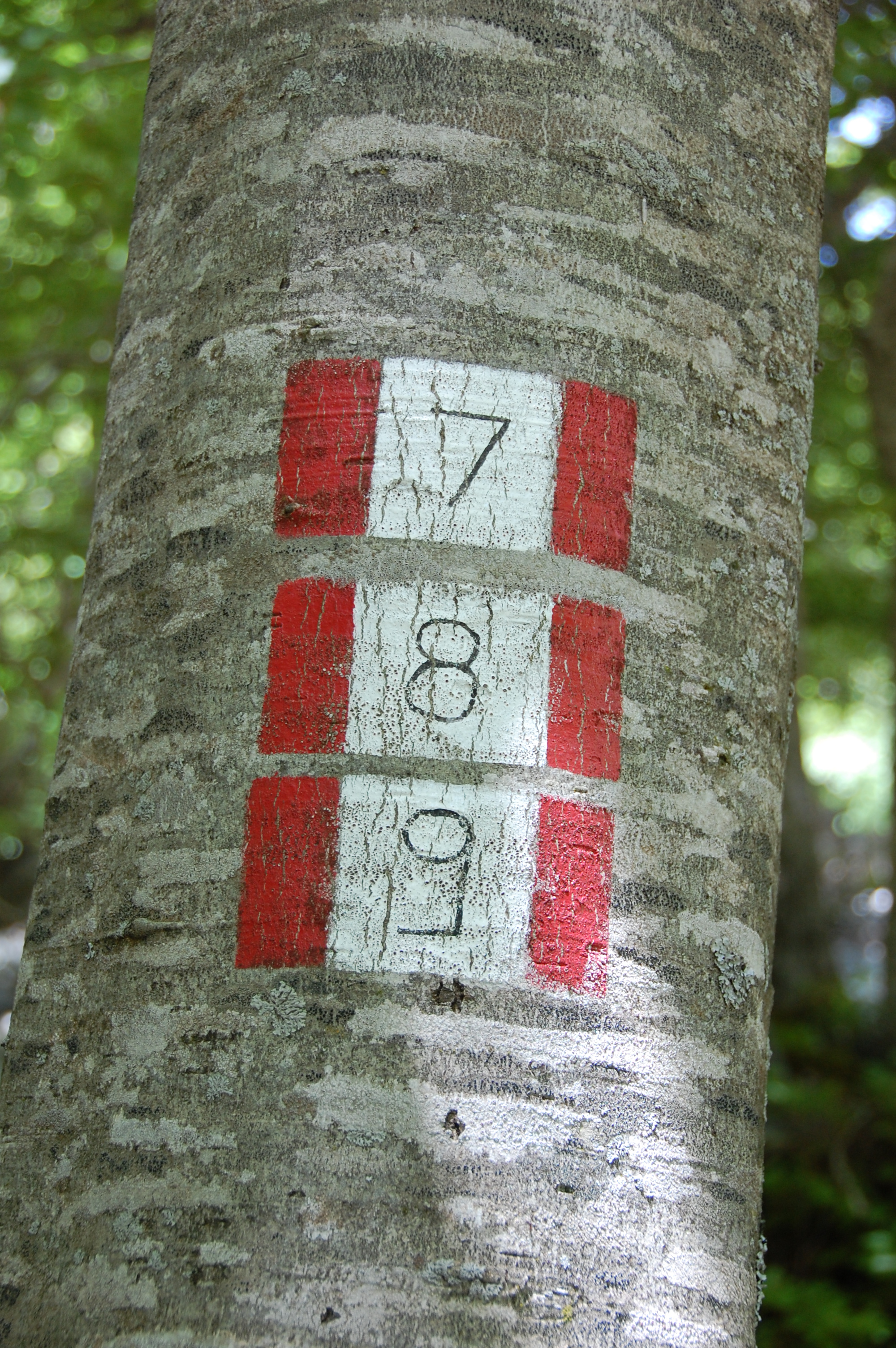
Segnaletica CAI su un sentiero

Il CAI si impegna per promuovere e consentire una frequentazione sicura della montagna e una pratica sicura degli sport di montagna e affini. L'attività volta alla sicurezza comprende la formazione e la didattica, con le scuole, gli accompagnatori e gli istruttori; la pubblicazione di manuali riferiti ai vari aspetti dell'andare in montagna (come "Alpinismo su roccia" o "Medicina e montagna"); la campagna permanente per la prevenzione degli incidenti in montagna "sicuri in montagna", curata principalmente dal CNSAS e il sito web Montagna Amica e Sicura. Il CAI inoltre cura la manutenzione e la segnaletica dei sentieri e delle vie ferrate e mantiene e aggiorna il catasto sentieri.

### Tutela ambiente montano

Simbolo della TAM

Il CAI, attraverso la Commissione centrale per la tutela dell'ambiente montano (TAM), diffonde la conoscenza dei problemi della conservazione dell'ambiente e promuove iniziative di salvaguardia dell'ambiente naturale e culturale della montagna, in particolar modo iniziative di tipo preventivo. La TAM favorisce la conoscenza naturalistica, sia tra soci del CAI che fra i non soci, ritenendola un utile strumento di tutela. La tutela dell'ambiente montano è uno degli scopi principali del sodalizio.
Il Club alpino italiano è da anni impegnato nella difesa delle Alpi Apuane dalle cave di marmo.

### Alpinismo giovanile

Lo stemma dell'alpinismo giovanile

Il CAI indica nelle sue finalità una particolare attenzione verso i più giovani, pertanto proprio ai giovani ha dedicato un'attività specifica, l'alpinismo giovanile. Questa attività si fonda sulla convinzione che la montagna possa essere un ambiente di crescita per il giovane, che diventa quindi protagonista del "progetto educativo" del CAI. Le persone incaricate di portare avanti questa attività (accompagnatori di alpinismo giovanile) devono avere, oltre ad un'ottima formazione tecnica (che caratterizza tutti gli operatori del CAI) anche una solida preparazione in ambito psicopedagogico.

### Informazione e cultura
Il Club alpino italiano pubblica due proprie riviste: Lo Scarpone, settimanale online, che ha lo scopo di informare i soci sugli eventi riguardanti la montagna (fino al 2012 era un mensile cartaceo); Montagne 360°, mensile (in precedenza bimestrale e chiamata solo "La rivista"), che spazia a più ampio respiro su tutte le tematiche che hanno per oggetto le montagne, in Italia e nel mondo. Distribuito in abbonamento ai soci CAI dal 1885, da ottobre 2012 è presente anche nelle edicole. Oltre ai periodici il CAI pubblica altri prodotti editoriali, fra cui manuali e annuari, ma anche libri dedicati alla cultura e alla storia della montagna e dell'alpinismo. Alla fine del 2022 è cessata la pubblicazione di "Montagne 360°", e da marzo 2023 la rivista ufficiale del CAI è "La Rivista del Club Alpino Italiano", bimestrale, e disponibile per i soci sia in forma cartacea che digitale.
L'associazione pubblica, in collaborazione con il Touring Club Italiano la collana Guida dei Monti d'Italia. La collana comprende numerosi volumi, ciascuno dedicato ad una determinata area geografica (ad esempio "Sardegna") o ad un massiccio montuoso (ad esempio "Monte Rosa"). Ogni volume consiste in una guida escursionistica, alpinistica e, spesso, scialpinistica della zona o del gruppo montuoso in questione. La collana è stata completata nel 2013, a più di cent'anni dalla prima uscita, con la pubblicazione del volume  Alpi biellesi e valsesiane. Alcuni dei vecchi volumi sono però ormai quasi introvabili o risultano in parte obsoleti e non ne esistono aggiornamenti.
Il CAI ha fondato nel 1874 il Museo nazionale della montagna, che ha oggi come scopo quello di essere un polo culturale che riunisca idealmente tutte le montagne del mondo. Il museo si trova a Torino, sul monte dei Cappuccini, e ospita il centro di documentazione del CAI, che si occupa di trovare e conservare i documenti storici riguardanti l'alpinismo e la montagna. È composto dalla fototeca, dalla cineteca e dal Centro italiano studio e documentazione alpinismo extraeuropeo (CISDAE). Nella stessa sede si trova la Biblioteca nazionale del CAI. Si tratta di una biblioteca specializzata di rilevanza internazionale per la quantità e il valore delle opere e dei documenti che vi sono conservati. Oltre a tutte le più recenti pubblicazioni di ambito montano e alpinistico, dai periodici alle guide, la biblioteca conserva opere antiche e rare, come descrizioni di itinerari sulle Alpi risalenti all'inizio del Settecento o riviste alpinistiche di metà Ottocento.
Inoltre il CAI cura dal 1952 il Trento Film Festival, la più antica e acclamata rassegna internazionale di film dedicati alla montagna, alpinismo, esplorazione, ambiente e avventura. Dal 2004 al 2011 la direzione artistica del Festival è stata affidata a Maurizio Nichetti. Il Trento Film Festival comprende, oltre alla rassegna cinematografica, una serie di incontri e mostre, e, dal 1987, ospita l'evento Montagna libri, rassegna internazionale dell'editoria di montagna. Durante la rassegna Montagna libri si tiene anche la Mostra mercato delle librerie antiquarie della montagna, antichi libri di montagna, cartoline, stampe, incisioni, manifesti e rarità che trattano del mondo alpinistico.
Nel 2019 ha patrocinato l'uscita nelle sale cinematografiche italiane del film documentario Nomad - In cammino con Bruce Chatwin (Nomad: In the Footsteps of Bruce Chatwin), di Werner Herzog.

## Presidenti del Club Alpino Italiano
Nel seguente elenco sono riportati i presidenti dal 1863:
- 1863-1864: Ferdinando Perrone di San Martino
- 1864-1872: Bartolomeo Gastaldi
- 1874-1875: Orazio Spanna
- 1875-1876: Giorgio Spezia
- 1876-1884: Quintino Sella
- 1884-1890: Paolo Lioy
- 1891-1909: Antonio Grober
- 1910: Guido Rey
- 1910-1916: Lorenzo Camerano
- 1917-1921: Basilio Calderini
- 1922-1929: Eliseo Porro
- 1929-1930: Augusto Turati
- 1930-1943: Angelo Manaresi
- 1946-1947: Luigi Masini
- 1947-1955: Bartolomeo Figari
- 1955-1959: Giovanni Ardenti Morini
- 1959-1964: Virginio Bertinelli
- 1965-1970: Renato Chabod
- 1971-1980: Giovanni Spagnolli
- 1980-1986: Giacomo Priotto
- 1986-1992: Leonardo Bramanti
- 1992-1998: Roberto De Martin
- 1998-2004: Gabriele Bianchi
- 2004-2010: Annibale Salsa
- 2010-2016: Umberto Martini
- 2016-2022: Vincenzo Torti
- dal 2022: Antonio Montani

### Leggi
- Legge 26 gennaio 1963, n. 91, in materia di "Riordinamento del Club alpino italiano"
- Legge 2 gennaio 1989, n. 6, in materia di "Ordinamento della professione di Guida alpina"
- Legge 24 febbraio 1992, n. 225, in materia di "Istituzione del Servizio nazionale della protezione civile"
- Legge 21 marzo 2001, n. 74, in materia di "Disposizioni per favorire l'attività svolta dal Corpo nazionale soccorso alpino e speleologico"

### Statuti e regolamenti
- Club alpino italiano - Statuto - Testo adottato dall'assemblea dei delegati di Verona (14 dicembre 2001 e 30 novembre 2003) - Revisionato dal comitato centrale di indirizzo e di controllo a Milano (17 gennaio 2004)
- Club alpino italiano - Regolamento generale - Testo adottato dal comitato centrale di indirizzo e di controllo in data 12 febbraio 2005 - Modificato in data 23 luglio 2005, 19 novembre 2005 e 29 marzo 2008
- Club alpino italiano - Regolamento disciplinare approvato dal comitato centrale di indirizzo e di controllo con Atto n. 31 del 16 giugno 2007
- Club alpino italiano - Regolamento per gli organi tecnici operativi centrali e periferici - Approvato dal CC nella sua seduta del 29 settembre 2007 e modificato dal CC nella sua seduta del 10 novembre 2007
- Club alpino italiano - Statuto Sezionale Tipo - Approvato dal comitato centrale di indirizzo e di controllo nella sua riunione del 3 febbraio 2007
- Club alpino italiano - Elenco degli statuti sezionali approvati
- Club alpino accademico italiano - Regolamento del Club alpino accademico italiano - Approvato dal consiglio centrale del Club alpino italiano